# Водзімоньїнське сільське поселення
Водзімо́ньїнське сільське поселення — колишнє муніципальне утворення у складі Вавозького району Удмуртії, Росія. Адміністративний центр — село Водзімоньє.
Розформоване 9 травня 2021 року законом Удмуртської Республіки за 26 квітня 2021 року № 30-РЗ через переформування муніципального району на муніципальний округ.
Населення становить 1554 особи (2019, 1518 у 2010, 1514 у 2002).
Голова:
- 2008–2012 — Жиліна Надія Євгенівна

Станом на 2002 рік існувала Водзімоньїнська сільська рада (село Валадор, Водзімоньє, присілки Гуляєво, Зямбайгурт, Мокрецово, Нова Бія, Нове Водзімоньє, Стара Бія, Чудзялуд). Пізніше присілки Зямбайгурт та Стара Бія утворили окреме Зямбайгуртське сільське поселення.
До складу поселення входять такі населені пункти:
| Населений пункт                            | Населення, осіб (2002) | Населення, осіб (2010) |
| ------------------------------------------ | ---------------------- | ---------------------- |
| Валадор, присілок                          | 65                     | 60                     |
| Водзімоньє, село                           | 673                    | 668                    |
| Гуляєво, присілок                          | 0                      | 92                     |
| Гуляєвська желєзнодорожна площадка, селище | 5                      | 2                      |
| Гуляєвське лісничество, селище             | 52                     | -                      |
| Гуляєвський дом отдиха, селище             | 68                     | -                      |
| Мокрецово, присілок                        | 2                      | 3                      |
| Нова Бія, присілок                         | 553                    | 598                    |
| Нове Водзімоньє, присілок                  | 14                     | 9                      |
| Чудзялуд, присілок                         | 82                     | 86                     |

В поселенні діють 2 середні школи (Водзімоньє, Нова Бія), 2 садочки (Водзімоньє «Усмішка», Нова Бія «Чебурашка»), дільнича лікарня (Водзімоньє), 2 фельдшерсько-акушерських пункти (Гуляєво, Нова Бія), 2 будинки культури (Водзімоньє, Нова Бія), 2 бібліотеки (Водзімоньє, Нова Бія), ветеринарний пункт (Водзімоньє).
Серед підприємств працює СГПК Колгосп «Колос».